# اچ‌ام‌اس شالفورد (پی۳۱۱)
اچ‌ام‌اس شالفورد (پی۳۱۱) (به انگلیسی: HMS Shalford (P3101)) یک کشتی بود که طول آن ۱۱۷ فوت ۳ اینچ (۳۵٫۷۴ متر) بود. این کشتی در سال ۱۹۵۲ ساخته شد.